# Thomas François Tillionbois de Valleuil
Thomas François Tillionbois de Valleuil est un homme politique français né le 12 mai 1761 à Brezolles (Eure-et-Loir) et mort le 23 décembre 1837 au même lieu.

## Origines familiales
Thomas François Tillionbois de Valleuil est né dans une famille d'ancienne bourgeoisie originaire de la Beauce, issue de François Cyprien Tillionbois de Valleuil (v.1730), inspecteur général des chasses royales du comté d'Évreux, bourgeois de Brezolles.
Elle comprend notamment :
- Cyprien Adolphe Tillionbois de Valleuil (1835-1880), docteur en médecine ;
- Joseph Valéry Tillionbois de Valleuil (1837-1882), juge au Tribunal civil de Chartres ;
- Thierry Tillionbois de Valleuil (1882-1942), inspecteur des Finances ;
- Maxime Marie Valéry Tillionbois de Valleuil (1910-1975), directeur général de la Fédération française des sociétés d'assurances (FFSA), chevalier de la Légion d'honneur ;
- Hubert Tillionbois de Valleuil (1914-1994), École spéciale militaire de Saint-Cyr, promotion du soldat inconnu (1936-1938).

## Biographie
Thomas François Tillionbois de Valleuil est un homme de loi. Il est maire de Brezolles, juge de paix et député d'Eure-et-Loir de 1791 à 1792.

## Sources
- « Thomas François Tillionbois de Valleuil », dans Adolphe Robert et Gaston Cougny, Dictionnaire des parlementaires français, Edgar Bourloton, 1889-1891 [détail de l’édition]